# Real Estate
Real Estate — американский музыкальный коллектив, исполняющий инди-рок. Он был образован в 2008 году в Риджвуде, штат Нью-Джерси, и в настоящее время базируется в Бруклине (Нью-Йорк).

## История
В первоначальный состав Real Estate вошли вокалист и гитарист Мартин Кортни, гитарист Мэттью Монденайл, бас-гитарист Алекс Бликер и барабанщик Этьен Пьер Дюге. В 2011 году Джексон Поллис заменил Дюге на ударных, а Джона Маурер присоединился к группе в качестве клавишника и гитариста.
Издав несколько синглов на лейблах Underwater Peoples и Woodsist, в 2009 году Real Estate выпустили одноимённый дебютный альбом, получившивший положительные отзывы критиков, в том числе 8,5 баллов и метку «лучшая новая музыка» на Pitchfork. На сайте Metacritic, суммирующем рецензии известных изданий, альбом набрал рейтинг 79 %, что означает «в целом положительные отзывы». Затем последовали турне, в которых группа выступала на разогреве у Girls, Курта Вайла, Woods и Deerhunter. В 2010 году Real Estate участвовали в фестивалях Pitchfork Music Festival в Чикаго и Primavera Sound Festival в Барселоне.
В 2011 году Real Estate подписали контракт с Domino Recording Company, и 18 октября выпустила второй альбом Days, который также получил положительный отклик в прессе, включая рейтинг 76 % на Metacritic и 8,7 баллов на Pitchfork.

## Дискография

### Альбомы
- 2009: Real Estate
- 2011: Days
- 2014: Atlas
- 2017: In Mind
- 2020: The Main Thing
- 2024: Daniel

### Мини-альбомы
- 2009: Reality